# Чемпіонат світу з водних видів спорту 2007
Чемпіонат світу з водних видів спорту 2007 відбувся в Мельбурні (Австралія) з 17 березня до 1 квітня 2007 року. Його прийняли три арени в центральному Мельбурні: Мельбурнський центр водних видів спорту (стрибки у воду і водне поло), Пляж Сент-Кілда (плавання на відкритій воді) і тимчасовий басейн імені Сьюзі О'Ніл при Арені Рода Лейвера (плавання і синхронне плавання).
Загалом у чемпіонаті 2007 року взяли участь 2158 спортсменів зі 167-ми країн. Загальна кількість глядачів перевищила рекордні 215 тис. Президент ФІНА Мустафа Ларфауї схарактеризував змагання як "найбільші й найкращі в історії".

## Таблиця медалей
*   Країна-господарка ( Австралія)
| Місце                | Країна                | Золото | Срібло | Бронза | Загалом |
| -------------------- | --------------------- | ------ | ------ | ------ | ------- |
| 1                    | США (USA)             | 21     | 14     | 5      | 40      |
| 2                    | Росія (RUS)           | 11     | 6      | 8      | 25      |
| 3                    | Австралія (AUS)*      | 9      | 9      | 8      | 26      |
| 4                    | КНР (CHN)             | 9      | 5      | 2      | 16      |
| 5                    | Франція (FRA)         | 3      | 2      | 2      | 7       |
| 6                    | Німеччина (GER)       | 2      | 5      | 4      | 11      |
| 7                    | Польща (POL)          | 2      | 1      | 1      | 4       |
| 8                    | ПАР (RSA)             | 2      | 0      | 1      | 3       |
| 9                    | Японія (JPN)          | 1      | 4      | 8      | 13      |
| 10                   | Канада (CAN)          | 1      | 3      | 1      | 5       |
| 11                   | Італія (ITA)          | 1      | 2      | 6      | 9       |
| 12                   | Швеція (SWE)          | 1      | 1      | 1      | 3       |
| 13                   | Південна Корея (KOR)  | 1      | 0      | 1      | 2       |
| 13                   | Україна (UKR)         | 1      | 0      | 1      | 2       |
| 15                   | Хорватія (CRO)        | 1      | 0      | 0      | 1       |
| 16                   | Іспанія (ESP)         | 0      | 4      | 3      | 7       |
| 17                   | Велика Британія (GBR) | 0      | 2      | 3      | 5       |
| 17                   | Нідерланди (NED)      | 0      | 2      | 3      | 5       |
| 19                   | Зімбабве (ZIM)        | 0      | 2      | 0      | 2       |
| 20                   | Угорщина (HUN)        | 0      | 1      | 1      | 2       |
| 21                   | Білорусь (BLR)        | 0      | 1      | 0      | 1       |
| 21                   | Швейцарія (SUI)       | 0      | 1      | 0      | 1       |
| 23                   | Єгипет (EGY)          | 0      | 0      | 1      | 1       |
| 23                   | Австрія (AUT)         | 0      | 0      | 1      | 1       |
| 23                   | Венесуела (VEN)       | 0      | 0      | 1      | 1       |
| 23                   | Греція (GRE)          | 0      | 0      | 1      | 1       |
| 23                   | Данія (DEN)           | 0      | 0      | 1      | 1       |
| Загалом (27 збірних) | Загалом (27 збірних)  | 66     | 65     | 64     | 195     |

По завершенні чемпіонату таблиця медалей містила запис для Тунісу, одну золоту і одну срібну медаль, які здобув Уссама Меллулі. Однак, 11 вересня 2007 року Спортивний арбітражний суд у Лозанні (Швейцарія) позбавив спортсмена медалей і дискваліфікував на 18 місяців (починаючи з 30 жовтня 2006 року) за вживання допінгу, а саме амфетаміну.